# Mooring

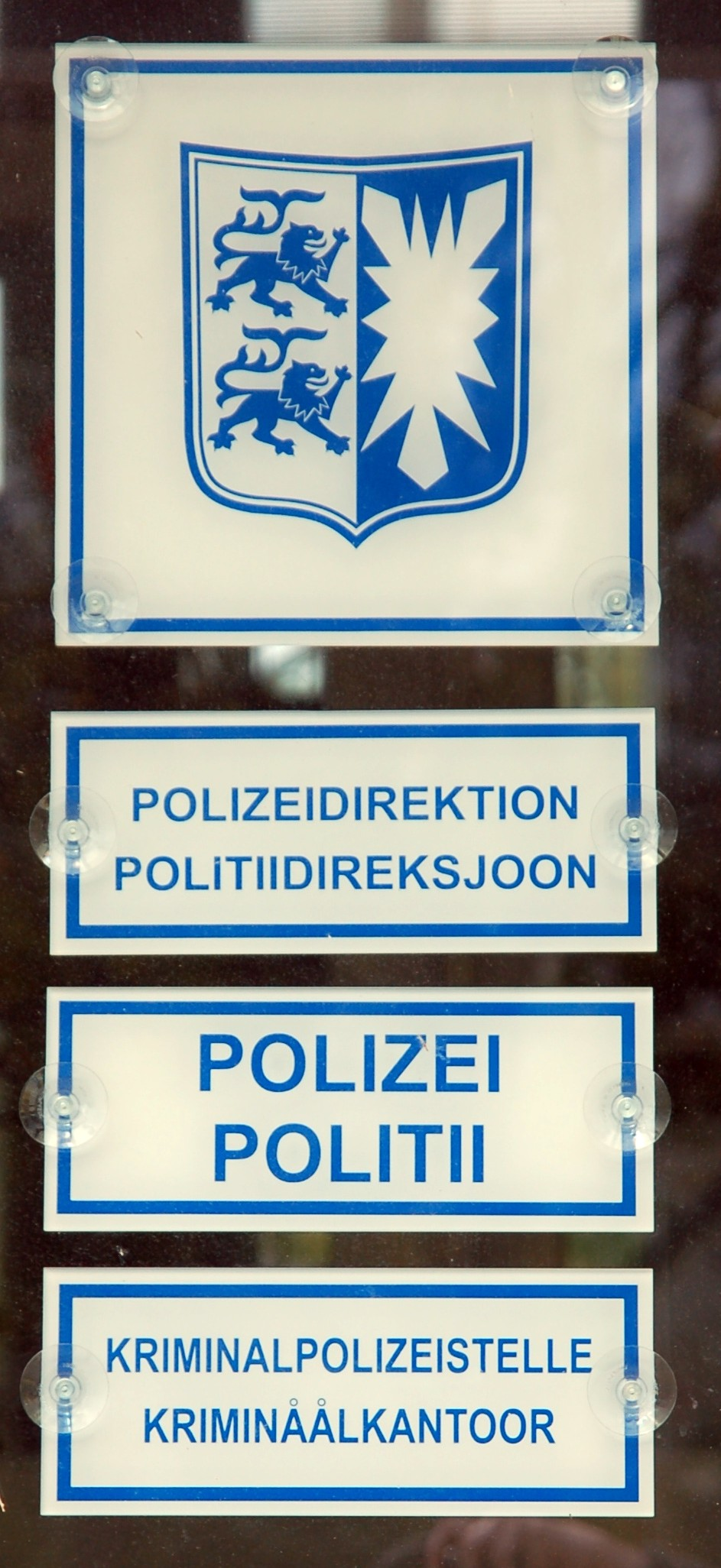
Cartell de senyalització bilingüe a Husum

El mooring o frisó de Bökingharde (Böökinghiirder frasch) és un dialecte del frisó septentrional parlat a Niebüll i a l'antic amt Bökingharde al districte de Nordfriesland (Slesvig-Holstein). El nom mooring fa referència a la torbera Risum (Risem Moor o Risem Måår). El dialecte forma part del grup continental de dialectes nordfrisons i comprèn les variants Westermooring (a Niebüll) i Ostermooring (a Risum-Lindholm).
Actualment té uns pocs milers de parlants. La comunitat de parlants de mooring ha revifat després que molts joves nordfrisons han pres consciència de la seva pròpia llengua i la seva identitat. A Risum-Lindholm hi ha una escola de primària en danès i frisó septentrional. Aquesta varietat també és usada com a lingua franca nordfrisona a internet.